# Sierra Leone i olympiska sommarspelen 2020
Sierra Leone deltog med en trupp på fyra idrottare vid de olympiska sommarspelen 2020 i Tokyo som hölls mellan den 23 juli och 8 augusti 2021 efter att ha blivit framflyttad ett år på grund av coronaviruspandemin. Det var 12:e sommar-OS som Sierra Leone deltog vid. Ingen av landets deltagare erövrade någon medalj.

## Friidrott
Förkortningar
- Notera– Placeringar avser endast det specifika heatet.
- Q = Tog sig vidare till nästa omgång
- q = Tog sig vidare till nästa omgång som den snabbaste förloraren eller, i teknikgrenarna, genom placering utan att nå kvalgränsen
- i.u. = Omgången fanns inte i grenen
- Bye = Idrottaren behövde inte tävla i omgången

Gång- och löpgrenar
| Idrottare     | Gren           | Heat       | Heat      | Kvartsfinal | Kvartsfinal | Semifinal        | Semifinal        | Final            | Final            |
| Idrottare     | Gren           | Resultat   | Placering | Resultat    | Placering   | Resultat         | Placering        | Resultat         | Placering        |
| ------------- | -------------- | ---------- | --------- | ----------- | ----------- | ---------------- | ---------------- | ---------------- | ---------------- |
| Maggie Barrie | Damernas 100 m | 11,53 0SB0 | 2 Q       | 11,45 0SB0  | 7           | Gick inte vidare | Gick inte vidare | Gick inte vidare | Gick inte vidare |

## Judo
| Idrottare        | Gren                               | 32-delsfinal         | Sextondelsfinal      | Åttondelsfinal       | Kvartsfinal          | Semifinal            | Återkval             | Final / BM           | Final / BM       |
| Idrottare        | Gren                               | Motståndare Resultat | Motståndare Resultat | Motståndare Resultat | Motståndare Resultat | Motståndare Resultat | Motståndare Resultat | Motståndare Resultat | Placering        |
| ---------------- | ---------------------------------- | -------------------- | -------------------- | -------------------- | -------------------- | -------------------- | -------------------- | -------------------- | ---------------- |
| Frederick Harris | Herrarnas halv mellanvikt (–81 kg) | bye                  | Faityev (AZE) L WO   | Gick inte vidare     | Gick inte vidare     | Gick inte vidare     | Gick inte vidare     | Gick inte vidare     | Gick inte vidare |

## Simning
| Simmare      | Gren                  | Heat  | Heat      | Semifinal        | Semifinal        | Final            | Final            |
| Simmare      | Gren                  | Tid   | Placering | Tid              | Placering        | Tid              | Placering        |
| ------------ | --------------------- | ----- | --------- | ---------------- | ---------------- | ---------------- | ---------------- |
| Joshua Wyse  | Herrarnas 50 m frisim | 27,90 | 71        | Gick inte vidare | Gick inte vidare | Gick inte vidare | Gick inte vidare |
| Tity Dumbuya | Damernas 50 m frisim  | 31,56 | 74        | Gick inte vidare | Gick inte vidare | Gick inte vidare | Gick inte vidare |